# Зимогір'ївська міська рада
Зимогі́р'ївська міська́ ра́да — адміністративно-територіальна одиниця та орган місцевого самоврядування у Слов'яносербському районі Луганської області. Адміністративний центр — місто Зимогір'я.

## Загальні відомості
Зимогір'ївська міська рада утворена в 1961 році.
- Територія ради: 8,56 км²
- Населення ради: 9833 особи (станом на 2015 рік)[1]
- Територією ради протікає річка Лугань

## Населені пункти
Міській раді підпорядковані населені пункти:
- м. Зимогір'я

## Склад ради
Рада складається з 30 депутатів та голови.
- Голова ради: Кривцов Євген Миколайович

### Керівний склад попередніх скликань
| Прізвище, ім'я, по батькові    | Основні відомості                                          | Дата обрання | Дата звільнення |
| ------------------------------ | ---------------------------------------------------------- | ------------ | --------------- |
| Ярильченко Анатолій Андрійович | Міський голова, 1949 року народження, член Партії регіонів | 26.03.2006   | 04.08.2009      |
| Кривцов Євген Миколайович      | Міський голова, 1973 року народження, член Партії регіонів | 20.06.2010   | 31.10.2010      |
| Кривцов Євген Миколайович      | Міський голова, 1973 року народження, член Партії регіонів | 31.10.2010   |                 |

Примітка: таблиця складена за даними сайту Верховної Ради України та ЦВК

### Депутати
За результатами місцевих виборів 2010 року депутатами ради стали:

#### За суб'єктами висування
| Суб'єкт висування                                       | Кількість обраних депутатів | %    |
| ------------------------------------------------------- | --------------------------- | ---- |
| Партія регіонів                                         | 25                          | 83,3 |
| Комуністична партія України                             | 3                           | 10   |
| Народна партія                                          | 1                           | 3,3  |
| Політична партія Всеукраїнське об'єднання «Батьківщина» | 1                           | 3,3  |

#### За округами
| № округу                                                | Прізвище, ім'я, по батькові     | Дата визнання обраним | Освіта  | Партійна приналежність                        | Відомості про обраного депутата |
| ------------------------------------------------------- | ------------------------------- | --------------------- | ------- | --------------------------------------------- | --- |
| Комуністична партія України                             |                                 |                       |         |                                               | |
| б/м                                                     | Василенко Любов Григорівна      | 04.11.2010            | середня | член Комуністичної партії України             | пенсіонер |
| б/м                                                     | Жданкіна Олена Іванівна         | 04.11.2010            | вища    | позапартійна                                  | пенсіонер |
| б/м                                                     | Ашейкін Юрій Вікторович         | 04.11.2010            | вища    | член Комуністичної партії України             | тимчасово не працює |
| Народна Партія                                          |                                 |                       |         |                                               | |
| 5                                                       | Кочкарьова Олена Григорівна     | 04.11.2010            | середня | позапартійна                                  | КП «Міське домоуправління Зимогір'ївської міської ради», оператор газової котельні                                                   |
| Партія регіонів                                         |                                 |                       |         |                                               | |
| б/м                                                     | Плужнік Ірина Леонідівна        | 04.11.2010            | вища    | член Партії регіонів                          | Слов'яносербський районний територіальний центр соціального обслуговування пенсіонерів та одиноких непрацездатних громадян, директор |
| б/м                                                     | Башаріна Людмила Михайлівна     | 04.11.2010            | середня | член Партії регіонів                          | пенсіонер |
| б/м                                                     | Кузнець Людмила Михайлівна      | 04.11.2010            | середня | член Партії регіонів                          | приватний підприємець |
| б/м                                                     | Ігуменов Віталій Вікторович     | 04.11.2010            | середня | член Партії регіонів                          | КП «Зимогір'ївський міський ринок Зимогір'ївської міської ради», директор                                                            |
| б/м                                                     | Кривцов Ігор Миколайович        | 04.11.2010            | вища    | член Партії регіонів                          | ТОВ «Грандстройбізнес», директор |
| б/м                                                     | Олєйнікова Тетяна Олександрівна | 04.11.2010            | вища    | член Партії регіонів                          | КП «Міське домоуправління Зимогір'ївської міської ради», головний інженер                                                            |
| б/м                                                     | Натарова Наталія Анатоліївна    | 04.11.2010            | вища    | член Партії регіонів                          | Зимогір'ївська міська рада, спеціаліст 1-їкатегорії                                                                                  |
| б/м                                                     | Римарович Олег Вікторович       | 04.11.2010            | вища    | член Партії регіонів                          | 4-й державний воєнізований гірничорятувальний загін, командир взводу                                                                 |
| б/м                                                     | Лук'янченко Михайло Вікторович  | 04.11.2010            | середня | член Партії регіонів                          | ВП "шахта «Черкаська» ДП «Луганськвугілля», гірничий майстер                                                                         |
| б/м                                                     | Скуба Світлана Миколаївна       | 04.11.2010            | середня | член Партії регіонів                          | приватний підприємець Івченко, зав.виробництвом                                                                                      |
| б/м                                                     | Криштальян Ірина Миколаївна     | 16.05.2012            | вища    | член Партії регіонів                          | Зимогір'ївська міська рада, спеціаліст по оргмасовій роботі                                                                          |
| 1                                                       | Смелянський Микола Іванович     | 04.11.2010            | середня | член Партії регіонів                          | пенсіонер |
| 2                                                       | Циганкова Лідія Афанасіївна     | 04.11.2010            | середня | член Партії регіонів                          | пенсіонер |
| 3                                                       | Степанченко Наталія Анатоліївна | 04.11.2010            | вища    | член Партії регіонів                          | Зимогір'ївська загальноосвітня школа I-III ст., вчитель інформатики                                                                  |
| 4                                                       | Хохлова Неллі Степанівна        | 04.11.2010            | вища    | член Партії регіонів                          | Зимогір'ївська дільниці ТОВ «Біловодський елеватор», майстер                                                                         |
| 6                                                       | Каль Євдокія Василівна          | 04.11.2010            | середня | член Партії регіонів                          | тимчасово не працює |
| 7                                                       | Макаров Ігор Веніамінович       | 04.11.2010            | середня | член Партії регіонів                          | ВП "шахта"Черкаська" ДП «Луганськвугілля», голова первинної профспілкової організації                                                |
| 8                                                       | Юнда Наталія Миколаївна         | 04.11.2010            | вища    | член Партії регіонів                          | Зимогір'ївська міська рада, секретар ради                                                                                            |
| 9                                                       | Британ Олександр Валерійович    | 04.11.2010            | вища    | член Партії регіонів                          | Зимогір'ївська міська лікарня, заступник головного лікаря                                                                            |
| 10                                                      | Коровін Олександр Петрович      | 04.11.2010            | середня | член Партії регіонів                          | пенсіонер |
| 11                                                      | Степанова Ірина Анатоліївна     | 04.11.2010            | вища    | член Партії регіонів                          | КДДЗ «Вербичка», завідувачка |
| 12                                                      | Ушакова Олена Володимирівна     | 04.11.2010            | вища    | член Партії регіонів                          | Зимогір'ївська гімназія, заступник директора з виховної роботи                                                                       |
| 13                                                      | Давидюк Ольга Миколаївна        | 04.11.2010            | вища    | член Партії регіонів                          | Зимогір'ївська загальноосвітні школа I-III ст., директор                                                                             |
| 14                                                      | Косинський Ігор Анатолійович    | 04.11.2010            | середня | член Партії регіонів                          | ГЗФ «Слов'яносербська», начальник основного виробництва                                                                              |
| 15                                                      | Рожков Анатолій Єгорович        | 04.11.2010            | вища    | член Партії регіонів                          | КП «Міське домоуправління Зимогір'ївської міської ради», виконувач обов'язків директора                                              |
| Політична партія Всеукраїнське об'єднання «Батьківщина» |                                 |                       |         |                                               | |
| б/м                                                     | Андрощук Наталія Сергіївна      | 04.11.2010            | середня | член Всеукраїнського об'єднання «Батьківщина» | приватний підприємець |